# Ханьчжунский диалект
Ханьчжунский диалект является наиболее распространенным в большинстве районов Ханьчжун в провинции Шэньси. 

## Обзор
Ханьчжун расположен в южной части провинции Шэньси, на стыке севера и юга Китая, рядом с провинциями Гуаньчжун, Сычуань, Чунцин, Луннань, отделенных от них горными хребтами. Таким образом, диалекты в большинстве районов Ханьчжуна принадлежат к юго-западному диалекту мандаринского языка, который является ветвью Чэнду и Чунцина, и имеет много произношений, грамматик и идиом, которые совпадают или похожи на сычуаньский диалект. 

## Внутренние различия
Из-за границы области, где диалекты Ханьчжуна пересекаются и сливаются, можно выделить несколько Ханьчжунских диалектов. Ханьчжун может быть далее разделен на три небольших диалектных района: юго-западная мандаринская группа,  группа китайских Чжунчжунюань и диалект гуангуаньчжун. Первые два относятся к юго-западному диалекту мандаринского Сычуань-Цяньцзянь в южной части Шэньси.

## Используемая литература
1. ^ Ли Ян (2012), «Ханьчжунский диалект», академические исследования
2. Юго-Западный мандаринский отдел http://www.cqvip.com/QK/81953X/200901/29472404.html